# Rita Camarneiro
Ana Rita Camarneiro Mendes (nascuda el 15 de gener de 1988) és una còmica i presentadora de televisió portuguesa.

## Trajectòria
Va començar la seva carrera a la televisió a Rádio e Televisão de Portugal, l'organització de servei públic de radiodifusió de Portugal. Allà, va fer monòlegs còmics i va treballar com a guionista per al programa de tertúlies nocturnes 5 Para A Meia-Noite. També va escriure la pel·lícula de televisió pt el 2012.
Va interpretar un paper a Mau Mau Maria, una pel·lícula de comèdia del 2014.
A finals de 2014, Camarneiro es va incorporar a l'emissora privada SIC Radical, on va esdevenir presentadora del programa CC All-Stars.
A més de les seves activitats a la televisió, Camarneiro també ha treballat per a emissores de ràdio en diverses ocasions. Actualment, és copresentadora de Prova oral d'Antena 3 fins a cinc vegades per setmana.

## Vida personal
Camarneiro és originari de Figueira da Foz, del districte de Coimbra, al centre de Portugal. Té dos germans grans, un dels quals és el novel·lista Nuno Camarneiro.
Abans de dedicar-se a la seva carrera actual, va completar amb èxit un màster en psicologia a la Universitat de Coimbra.